# KFUM Göteborg
KFUM Göteborg est un club suédois de volley-ball basé à Göteborg, évoluant pour la saison 2017-2018 en Division 1 Södra Dam.

## Effectifs

### Saison 2014-2015
Entraîneur :  Anders Kvist